# Demütigung
Demütigung ist die den Selbstwert, die Würde und den Stolz angreifende beschämende und verächtliche Behandlung eines Anderen, oft auch im Beisein anderer Personen. Demütigung kann Ausdruck einer gezielten Aggression oder Provokation sein.
Auch ein mit dem Gefühl des Scheiterns oder einer Niederlage verbundener Misserfolg wird oft als Demütigung aufgefasst (vgl. Hochmut).
Ihr Gegenteil ist die Ehrung.

## Formen und Auswirkungen

### Strafrechtliche, öffentliche oder rituelle Demütigung Anderer
Herkömmlich gibt es zahlreiche strafrechtliche und brauchtümliche Demütigungen. Sprichwörtlich ist das Anprangern. Bei den Leibesstrafen an Haut und Haar war das Scheren von Haar oder Bart dazu bestimmt, im Brauchtum das Entblößen oder Anspeien, bei Offizieren das öffentliche Abreißen der Rangabzeichen und Zerbrechen des Säbels. Als soziale Institution ist sie Bestandteil vieler Initiationsriten. Im nationalsozialistischen Deutschland war die Rechtlosstellung der Juden in Deutschland durch die öffentliche Gewalt der Novemberpogrome 1938 eine gewollte Demütigung. Auch der 1941 geführte Zwang zum öffentlichen Tragen des Judensterns diente diesem Zweck.
Auch beim chinesischen Sozialkredit-System kommt der Aspekt der öffentlichen Demütigung zum Tragen.

### Ziele, Folgen und Bewältigung
Eine demütigende Erfahrung oder die Erinnerung daran kann sich als negativer psychischer Stress auswirken und eine emotionale und hormonale Reaktion auslösen. Bei Versuchspersonen war nach einer mit Wut einhergehenden Erinnerung an eine demütigende Situation eine Erhöhung des Prolaktinspiegels zu beobachten.
Bei lang andauernder Entrechtung von z. B. Minderheiten werden am Ende Handlungen, die überhaupt ihr Anderssein betonen, als Demütigung empfunden. Sofern dies nicht beabsichtigt ist, kann es – nicht leicht – durch Taktgefühl vermieden werden.
Demütigungen können das Ziel haben, den Willen zu brechen. Dies war lange Zeit ein Element der Kindererziehung, wird aber auch heute gegenüber Erwachsenen angewandt, beispielsweise in Guantanamo.
Die Sozialpsychologie untersucht, inwieweit Demütigungen zu Gewalt und Kriegshandlungen führen, wie die Reaktion auf eine Demütigung mit der jeweiligen Kultur variiert und wie Auswirkungen von Demütigungen bewältigt werden können.

### Selbstdemütigung
Das Christentum kennt die Demut als Haltung. Die auf sich selbst gerichtete Demütigung angesichts Gottes (Selbstzerknirschung, lat. contritio cordis „Zerknirschung des Herzens“) wird positiv als Reue, gesteigert als eine Form der Askese aufgefasst.
Die Selbstdemütigung, verbunden mit einer Bitte, etwa durch einen Fußfall, kann dieser durchaus auch Nachdruck verleihen. Ein berühmtes historisches Beispiel dafür ist König Heinrichs IV., der Sage nach barfüßiger, Gang nach Canossa, wodurch er den Papst zwang, den Kirchenbann über ihn aufzuheben. Ein Beispiel aus der jüngeren Geschichte ist der Kniefall von Warschau durch Willy Brandt im Jahr 1970.

## Vorkommen
Demütigung ist eine universelle menschliche Erfahrung. Ein frühes Zeugnis findet sich in Homers Ilias, wo geschildert wird, wie Achill noch den Leichnam des besiegten Hektors demütigt.